# 佐々木正五
佐々木 正五（ささき しょうご、1916年6月18日 - 2014年11月20日）は、日本の海軍軍医、微生物学者、医学博士。慶應義塾大学名誉教授、東海大学名誉教授。東海大学医療技術短期大学学長。正七位（1945年）、勲二等瑞宝章（1994年）。

## 来歴
樺太の機関車を扱う商家に生まれた。1925年、慶應義塾幼稚舎入学。慶應義塾普通部卒業後、慶應義塾大学医学部予科修了、慶應義塾大学医学部本科卒業。1941年4月、慶應義塾大学医学部細菌学教室助手、5月に海軍二年現役軍医科士官となる。伊号第四潜水艦軍医長として真珠湾攻撃に参加し、詳細な日記を残した。1944年より陸上勤務。1945年に復員、慶應義塾大学医学部細菌学教室に戻り、小林六造に師事。1948年、慶應義塾大学医学博士。1959年、北里賞受賞。1963年、慶應義塾大学教授。1970年、小島三郎記念文化賞受賞。1972年、慶應義塾賞。1974年、東海大学医学部教授、初代医学部長。2014年11月20日に心不全のため死去した。98歳没。
日本細菌学会理事長、国際無菌生物学会総会長、国際微生物会連合会長などを歴任した。
分子生物学者の勝木元也は娘婿（長女の夫）。

## 人物
- 無菌マウスを日本で初めて輸入した人物である[5]。
- 伊号第四潜水艦軍医長として真珠湾攻撃に参加した際の日記などの遺品は、慶應義塾大学に収められた[6]。
- 1973年、監修した映画「腸内菌叢と宿主」がベニス・パトバ国際科学教育映画祭生理学部門第1位（銀牛頭賞）を受賞した[1]。翌年、同作品はリオデジャネイロ国際科学映画祭金賞を受賞した[1]。
- 東海大学の講堂には「共存の医学」と題した佐々木の言葉が刻まれている[1]。

生物は単在しない
人も亦生物　無生物との相関のもとに進化してきた
東海大学は物と心の調和を求めて前進し
本医学部も科学とヒューマニズムの融和を目途として歩んできた
即ち基礎医学と臨床医学の有機体化

各専門分野の研鑽とそれらの協力、更には学際領域の統合など “共存の医学”こそわれらが進むべき道である